# Vendu Rotterdam
Het Vendu Rotterdam is een van de oudste veilinghuizen van Nederland. Het bevindt zich in het voormalige onderkomen van een instituut voor blinden en slechtzienden aan de Kipstraat 54 in Rotterdam. Het is een expertise- en taxatiebureau en er zijn kunst-, antiek- en inboedelveilingen. 

## Geschiedenis
Nadat Nederland op 1 januari 1811 werd ingelijfd door het Franse Keizerrijk, was een nieuwe rechtspraak van kracht geworden waarin stond dat openbare verkopingen voortaan moesten plaatsvinden onder toezicht van een notaris. Ze mochten niet meer georganiseerd worden onder enkel toezicht van een stadsvendumeester. In 1812 werd door Rotterdamse notarissen het pand Geldersekade 24 aangekocht. In 1875 werd de eigendomsvorm omgezet in een naamloze vennootschap, de N.V. Notarishuis. 
Op 14 mei 1940 werd het pand aan de Geldersekade door brand verwoest als gevolg van het bombardement op Rotterdam. De veilingen werden verplaatst naar de beurs (onroerend goed), het Haringvliet (inboedel) en de Kunstkring (kunstveilingen). In het begin van de jaren zestig werd het bedrijf Kruyne & Jonker te Schiedam aangekocht en langzamerhand verhuisde de inboedelveiling naar die stad. De kunst- en antiekveiling kreeg echter een vaste plaats aan het Haringvliet. Na 1940 is verschillende keren gepoogd voor de diverse activiteiten geschikter onderdak te vinden.
In 1983 werd de B.V. Notarishuis een coöperatieve vereniging nadat eerder de bestaande N.V.'s waren omgezet in B.V.'s. Op 14 mei 1990, exact 50 jaar na de verwoesting van het pand aan de Geldersekade, gingen de leden van het Notarishuis akkoord met de aankoop van de huidige huisvesting, het pand aan de Kipstraat 54 in Rotterdam. Op 14 maart 1991 werd het nieuwe Vendu Notarishuis officieel in gebruik genomen, na een ingrijpende verbouwing. In 2012 werd het 200-jarige bestaan van het venduhuis gevierd.